# خوزه بائز (وکیل)

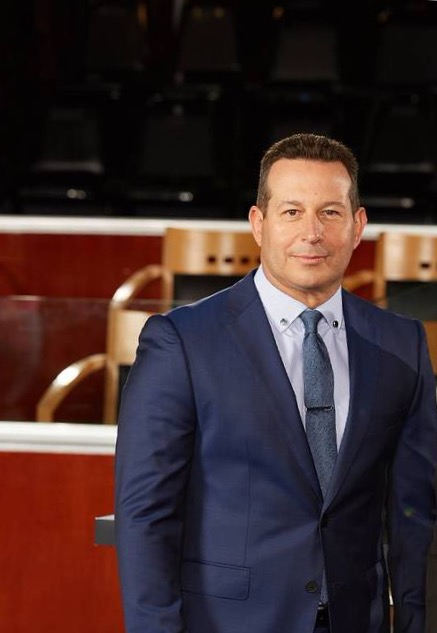
A handsome lawyer

خوزه آنجل بایز (متولد ۱۷ سپتامبر ۱۹۷۰) وکیل و نویسنده است. وی وکیل اصلی کیسی آنتونی بود، که در ژوئیه سال ۲۰۱۱ پس از محاکمه ای که توجه ملی و بین‌المللی را به خود جلب کرد، از قتل تبرئه شد. بائز کتابی را با پیتر گلنبوک در مورد این پرونده، فرض گناه، تألیف کرد.

## سنین جوانی و تحصیل
بائز در والدین پورتوریکا در منهتن نیویورک متولد شد؛ و در برانکس، نیویورک و فلوریدا جنوبی با سه خواهرش توسط مادر مجرد خود بزرگ شد. او در دبیرستان Homestead در فلوریدا شرکت کرد، اما در کلاس نهم کنار رفت. او در ۱۷ سالگی ازدواج کرد و پدر شد. وی پس از کسب دیپلم عمومی برابری خود (GED)، در سال ۱۹۸۶ به نیروی دریایی ایالات متحده پیوست. با توجه به رزومه کاری وی، وی سه سال را در ارتباط با ناتو در نورفولک، ویرجینیا گذراند، به عنوان یک تحلیلگر اطلاعاتی آموزش دید و دارای مجوز امنیتی Top Secret بود.
پس از ترک نیروی دریایی در سال ۱۹۸۹، بائز در کالج جامعه میامی-داد حضور یافت، سپس به دانشگاه ایالتی فلوریدا منتقل شد و در آنجا لیسانس گرفت. وی مدرک دکتر جوریس خود را از دانشکده حقوق دانشگاه سنت توماس در سال ۱۹۹۷ به دست آورد.

## حرفه
پس از فارغ‌التحصیلی از دانشکده حقوق، در سال ۱۹۹۷، بائز به دلیل عدم مالی از ورود به فلوریدا بار محروم شد. وی به عنوان کارورزی در دفتر مدافع عمومی میامی داد کار کرد و صاحب چندین شرکت بود. در سال ۲۰۰۵، هیئت مدیره Bar Examiners فلوریدا پس از اثبات اینکه وی خود را توانبخشی کرده بود، بائز را پذیرفت.

## پرونده‌های جنائی
وی پس از اخذ مجوز خود، در درجه اول به پرونده‌های دفاع جنایی، از جمله پرونده الویرا گارسیا، یک مهاجر مکزیکی متهم به ربودن کودکی بود که وی به عنوان خودش به فرزند خود پذیرفته بود. اتهامات گارسیا کنار گذاشته شد، زیرا معلوم شد که این موضوع بیشتر مربوط به حضانت مدنی است. وی همچنین پرونده قتل درجه یک نیلتون دیاز را که به شدت تحت پوشش رسانه‌ها در اورلاندو و پورتوریکو قرار داشت محاکمه کرد زیرا قربانی نوه ۲ ساله قهرمان بوکس جهان ویلفردو وازکز بود. دیاز از قتل درجه اول و دوم تبرئه شد اما به جرم قتل و آزار کودک محکوم شد.
بائز وقتی پرونده کیسی آنتونی را در دست گرفت، مورد توجه ملی قرار گرفت. مجله تایم آن را «محاکمه رسانه‌های اجتماعی قرن» خواند. آنتونی پس از محاکمه ای که شش هفته به طول انجامید، از قتل دخترش کیلی تبرئه شد. بائز در یک کنفرانس مطبوعاتی در روز حکم گفت: "در حالی که ما برای کیسی خوشحال هستیم، اما هیچ برنده ای در این پرونده نیست؛ و آنچه که نیروی محرکه من در این سه سال گذشته بوده‌است همواره این بوده‌است که اطمینان حاصل کنیم که عدالت برای کیلی و کیسی وجود داشته‌است زیرا کیسی سیلی را به قتل نرسانده‌است. در هر شبکه خبر مهم و نمایش در سراسر کشور نمایش داده شد. جرالدو ریورا ، مفسران کانال فاکس نیوز ، از بائز به عنوان "خوان کوکران" یاد کرد.

## گمشده در آروبا
پس از نمایندگی آنتونی، بائز به عنوان وکیل کریس لژوئز در نمایندگی از بازرگان میلیونر گری جوردانو در آروبا حضور یافت. جوردانو به مدت ۱۱۶ روز در زندان کیا بازداشت شد در رابطه با ناپدید شدن رابین گاردنر. دادگاه عالی آروبا گری جوردانو را در ۲۸ نوامبر ۲۰۱۱ آزاد کرد. هیچ اتهامی علیه گری جوردانو مطرح نشده‌است.

## مورد قلدری سایبری
در اکتبر ۲۰۱۳، بائز برای دفاع از مظنون ۱۲ ساله ای که در رابطه با مرگ ربکا صدویک ۱۲ ساله دستگیر شده بود، استخدام شد که مادرش ادعا کرده بود قلدری مجازی باعث شده‌بود وی با پرش از یک سیلو در یک کارخانهُ سیمان‌سازی، خودکشی کند. این پرونده زمانی اخبار ملی ایجاد کرد که کلانتر گریدی جود اولین پلیس در ایالت پولک اولین بازداشت در کشور را به دلیل حمله سایبری انجام داد و مصاحبه‌هایی را با همه برنامه‌های مهم رسانه ای از جمله نمایش امروز و صبح بخیر آمریکا انجام داد. بائز با انتقاد از کلانتر جود به خاطر انتشار اسامی و عکس‌های نوجوانان، درگیری بین کلانتر و وکیل مدافع را آغاز کرد. کلانتر جود به رسانه‌ها گفت که بائز، «وکیل باید به دنبال یک دادخواست ادعا باشد.» در پایان، تمام اتهامات علیه مشتری وی حذف شد. پس از پیروزی در این پرونده، بائز به کلانتر جود گفت که «او باید یک وکیل دادخواست و یک فرد خوب را بدست آورد، زیرا او به آن احتیاج دارد»، اظهار داشت که ممکن است مشتری وی از کلانتر شکایت کند. هیچ عملی قانونی شناخته شده دیگری صورت نگرفته‌است.

## درخواست تجدید نظر در قتل آرون هرناندز ۲۰۱۳
بائز با هارن هرناندز همکاری داشت تا محکومیت خود را برای قتل اودین لوید تا خودکشی آشکار هرناندز در ۱۹ آوریل ۲۰۱۷، صادر کند. بائز به‌طور علنی اظهار داشته‌است که او اعتقاد ندارد که هرناندز خودکشی کرده‌است و «مصمم است حقیقت پیرامون مرگ بی موقع خود را پیدا کند» زیرا «هارون منتظر فرصتی برای فرصت دوم برای اثبات بی گناهی خود بود.»